# Joengorodok (metrostation)
Joengorodok (Russisch: Юнгородок) is een station van de metro van Samara. Het station werd geopend op 26 december 1987 als oostelijk eindpunt van de eerste metrolijn in de stad. Het metrostation bevindt zich in het oosten van Samara, direct naast het enige depot van de metro, Kirovskoje. Station Joengorodok is genoemd naar de gelijknamige wijk waarin het gelegen is.
In de oorspronkelijke plannen ontbrak dit station en zou de metrolijn het iets oostelijker gelegen Krylja Sovetov als eindpunt hebben. Vanwege financiële problemen bleek het op het laatste moment echter niet mogelijk dit station op tijd gereed te krijgen. In 1986 begon men dan ook met de bouw van het "tijdelijke" station Joengorodok, dat goedkoper uitgevoerd kon worden omdat er nauwelijks extra spoor voor nodig was - de treinen gebruiken hier grotendeels de sporen leidend naar het depot.
Joengorodok is het enige bovengrondse metrostation in Samara. Het station bestaat uit een overdekt eilandperron en twee doodlopende sporen. In de reguliere dienst wordt slechts een van deze sporen gebruikt. Aan het oostelijke uiteinde van het bevindt zich de stationshal. Omdat Joengorodok werd gebouwd als tijdelijk station is het eenvoudig en zonder decoratieve elementen uitgevoerd.
Het oorspronkelijk geplande eindpunt Krylja Sovetov wordt alsnog gebouwd. Ten oosten van station Kirovskaja zal een aftakking aangelegd worden, die in tegenstelling tot de sporen naar Joengorodok in een tunnel gelegen is. Ondanks dat Joengorodok als tijdelijk station werd gebouwd zal het na de ingebruikname van deze tak niet gesloten worden. De treinen zullen volgens de huidige plannen om en om Joengorodok en Krylja Sovetov als eindpunt hebben.